# ジョゼフ・ヴァン・レリウス
ジョゼフ・ヴァン・レリウス（Joseph Henri François (Jozef) Van Lerius、1823年12月23日 - 1876年2月29日）は、ベルギーの画家である。 風俗画や肖像画の画家で、アントウェルペン王立美術アカデミーで長く教えた。

## 略歴
アントウェルペン州のボーム(Boom)で生まれた。ブリュッセル王立美術アカデミーで版画を学び、1838年から奨学金を受けて、アントウェルペンに移り、フスタフ・ワッペルスの指導で絵を学んだ。1852年にドイツやイタリアを旅した。
1848年にブリュッセルの展覧会で作品の1つが金メダルを受賞した。1854年にアントウェルペン王立美術アカデミーの基礎コースの教師に任じられ、1860年に教授の称号を得た。この頃、ローレンス・アルマ＝タデマやアロイース・ブードリー、ジェラール・ポルティーリエ、Henri Van Dyck、Eugène Wolters、ピート・フェルハールトといった学生を教えた。
1861年にレオポルト勲章の騎士十字章を受勲し、1869年にミュンヘンで開かれた美術展に出展し、バイエルン王国の聖ミカエル勲章を受勲した。
1875 年に髄膜炎の症状が見られるようになり、メヘレンで治療を受けていたが、52歳でメヘレンで没した。アントウェルペン王立美術アカデミーの教授の後任にはシャルル・ヴェルラが就任した。
歴史画や肖像画、風俗画を描いた。

## 作品

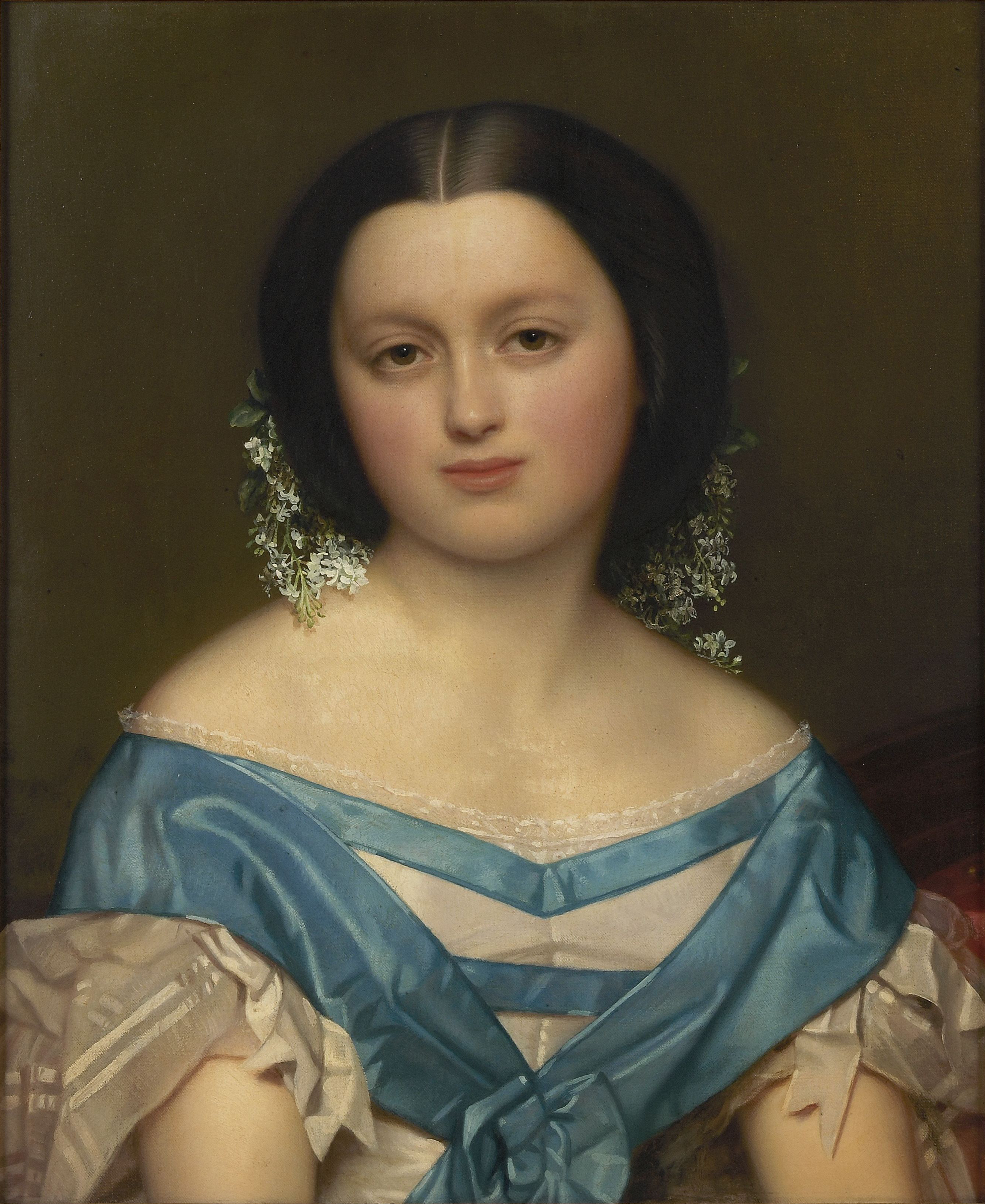
ヘンリエット・マイヤー・ファン・デン・ベルグ - 美術館創立者(1857) マイヤー・ファン・デン・ベルグ美術館
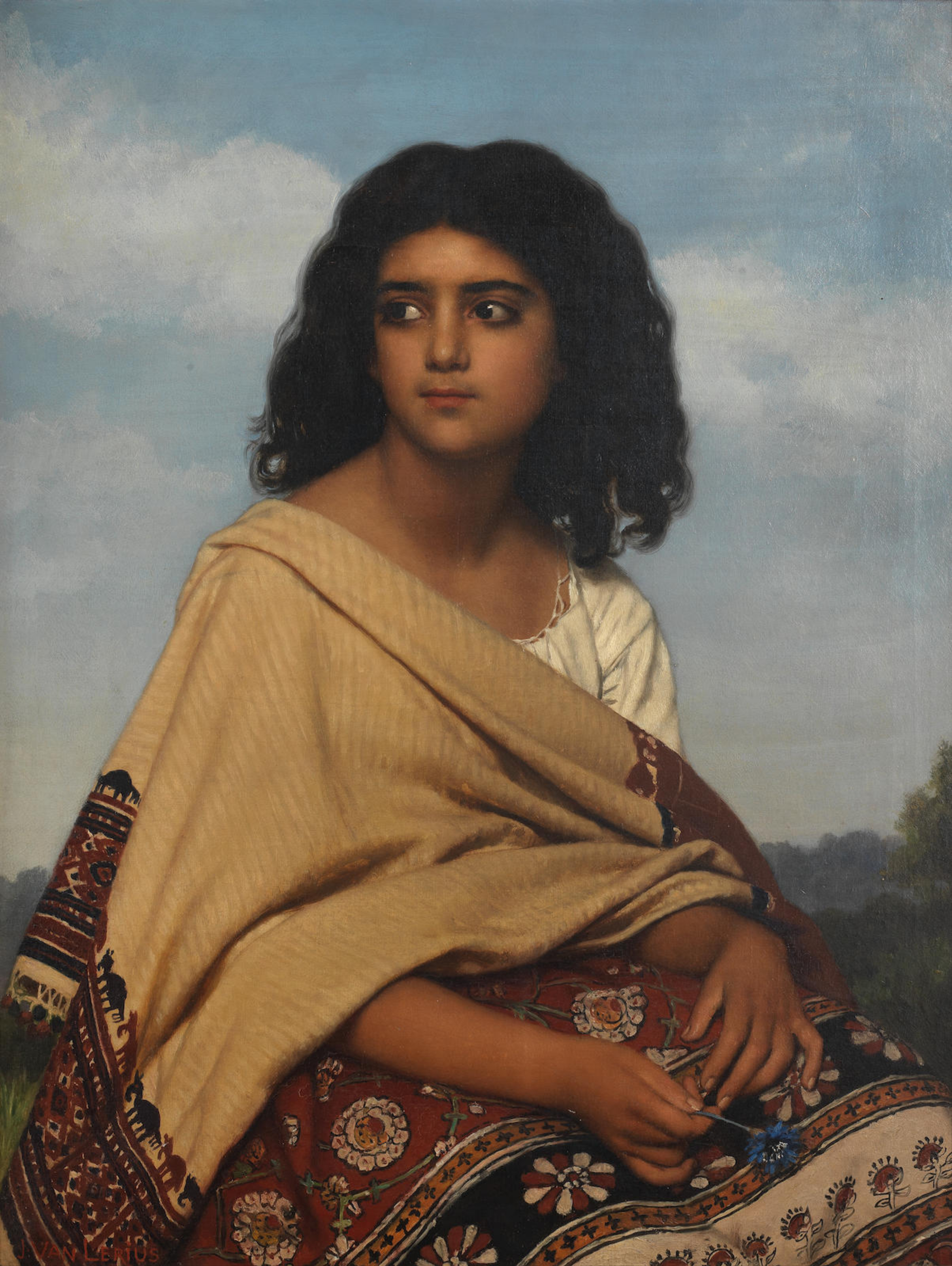
ジプシー女性(1880)
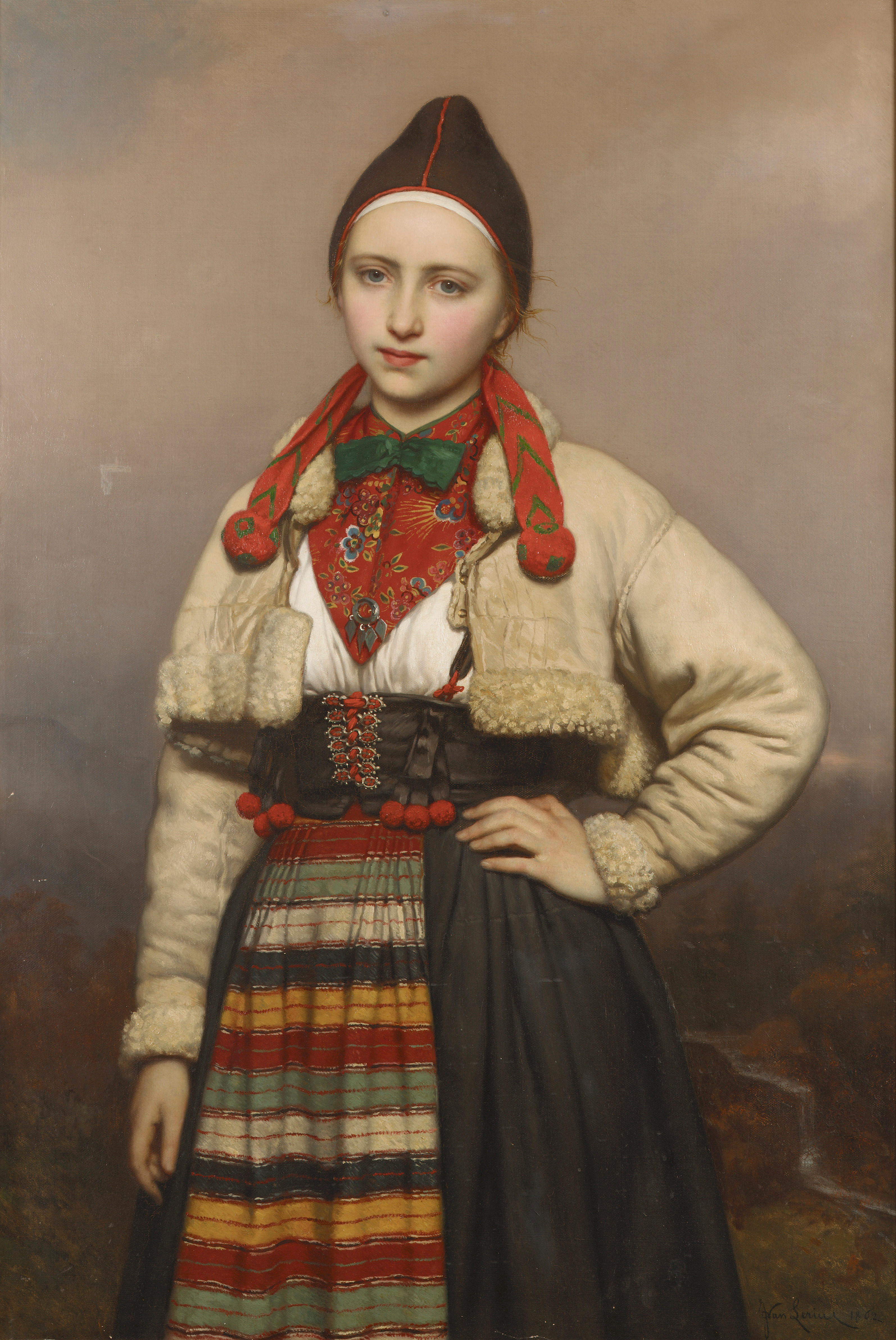
スウェーデンの衣装の少女
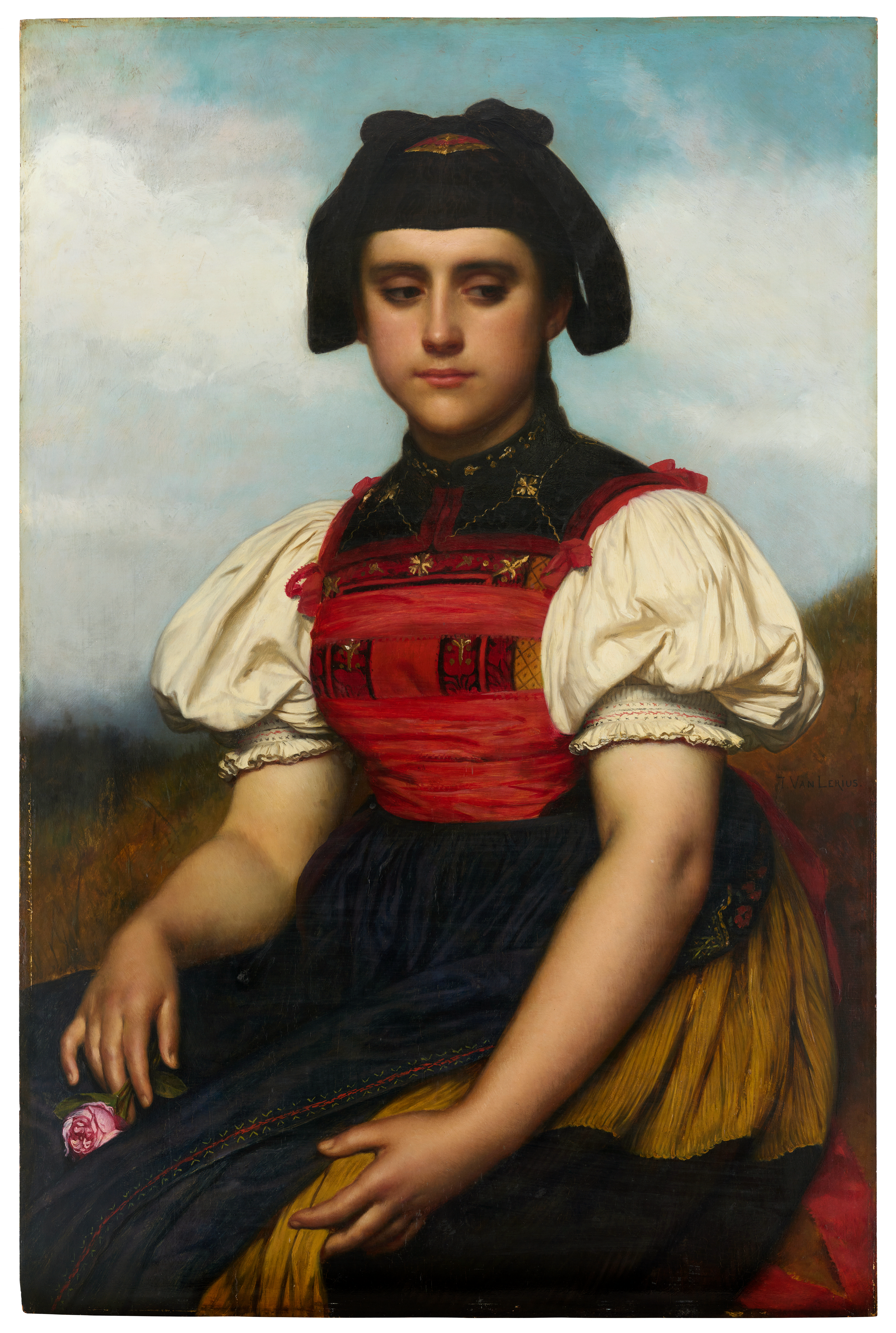
ヴュルテンベルク、Hotzenwaldの少女